# Prothema humeralis
Prothema humeralis là một loài bọ cánh cứng trong họ Cerambycidae.